# Petr Šulák
Petr Šulák (ur. 2 maja 1944 w Novým Hrozenkovie) – czeski polityk i samorządowiec, członek Izby Poselskiej, w 2004 poseł do Parlamentu Europejskiego V kadencji.

## Życiorys
Zdobył wykształcenie wyższe inżynierskie. Przez wiele lat pracował jako technik w firmie produkującej broń Zbrojovka Vsetín, później jako menedżer inwestycyjny. Zaangażował się w działalność polityczną w ramach Czeskiej Partii Socjaldemokratycznej. Od 1994 do 1998 był radnym miejskim we Vsetínie. W latach 1996–2006 przez trzy kadencje zasiadał w Izbie Poselskiej. Od maja do lipca 2004 wykonywał mandat posła do Parlamentu Europejskiego w ramach delegacji krajowej. Należał do Partii Europejskich Socjalistów i pracował w Komisji Prawnej i Rynku Wewnętrznego. W tym samym roku bez powodzenia kandydował do PE. Później przeszedł do Partii Praw Obywateli, od 2010 kierując jej strukturami we Vsetínie.